# Aunay-les-Bois
Aunay-les-Bois är en kommun i departementet Orne i regionen Normandie i nordvästra Frankrike. Kommunen ligger i kantonen Le Mêle-sur-Sarthe som tillhör arrondissementet Alençon. År 2022 hade Aunay-les-Bois 142 invånare.

## Befolkningsutveckling
Antalet invånare i kommunen Aunay-les-Bois
| Referens: INSEE |